# بلينيتي بيرسون
بلينيتي بيرسون (بالإنجليزية: Plenette Pierson)‏ مواليد 31 أغسطس 1981 في هيوستن، هي لاعبة كرة سلة أمريكية. بدأت مسيرتها الاحترافية في سنة 2003. تم اختيارها من قبل فريق فينيكس ميركوري خلال الدرافت. تلعب مع فريق مينيسوتا لينكس في دوري الاتحاد الوطني لكرة السلة النسائية كلاعب وسط. فازت بلقب دوري المحترفات.

## المسيرة الاحترافية
لعبت مع فينيكس ميركوري من سنة 2003 إلى 2005، ثم لعبت مع تلسا شوك من سنة 2006 إلى 2010، ثم لعبت مع نيويورك ليبرتي من سنة 2010 إلى 2014.

## روابط خارجية
- بلينيتي بيرسون على موقع الاتحاد الدولي لكرة السلة (الإنجليزية)
- بلينيتي بيرسون على موقع الاتحاد الوطني لكرة السلة النسائية (الإنجليزية)
- بلينيتي بيرسون على موقع كرة السلة الأوروبية.كوم (الإنجليزية)
- بلينيتي بيرسون على موقع كلية كرة السلة في سبورتس رفرنس.كوم (الإنجليزية)
- بلينيتي بيرسون على موقع بروبوليرز (الإنجليزية)
- بلينيتي بيرسون على موقع سبورتس رفرنس (الإنجليزية)